# Hato Mayor (tỉnh)

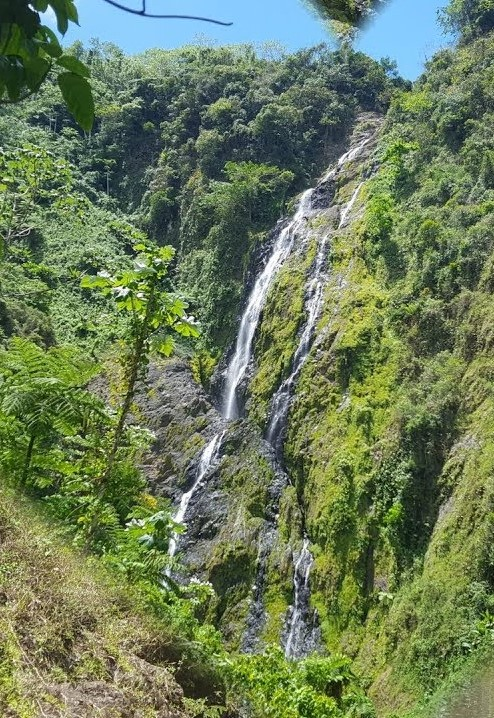
Hato Mayor

Hato Mayor là một tỉnh của Cộng hòa Dominica. Tỉnh được tách ra từ El Seibo năm 1984.

## Các đô thị và các huyện đô thị
Đến thời điểm ngày 20 tháng 10 năm 2006, tỉnh này được chia thành đô thị (municipio) và các huyện đô thị (distrito municipal - D.M.):
- El Valle
- Hato Mayor del Rey
  - Guayabo Dulce (D.M.)
  - Mata Palacio (D.M.)
  - Yerba Buena (D.M.)
- Sabana de la Mar
  - Elupina Cordero de las Cañitas (D.M.)